# Гетеры майора Соколова
«Гете́ры майо́ра Соколо́ва» — российская восьмисерийная остросюжетная военная драма режиссёра Бахтиёра Худойназарова. Главную роль в картине исполнил Андрей Панин. Это последняя работа в творческой биографии актёра: он скончался, не успев закончить роль, однако создатели телесериала решили доснять картину до конца и посвятили её памяти актёра.

## Сюжет
Сентябрь 1939 года. Начало Второй Мировой войны. В Крым приезжает майор Разведуправления РККА Соколов. Его главная цель — выявить агентурную сеть террористической антисоветской организации «Русский общевоинский союз». Руководит контрразведкой РОВС штабс-капитан Семёнов, псевдоним Крест. Крест и Соколов — давние враги. Российские офицеры, в 1917 году они оказались по разные стороны баррикад. Они прекрасно знают друг друга в лицо, хотели бы и не один раз могли бы убить друг друга, но каждому из них нужна гибель системы, которую представляет противник. Оба — азартные игроки — они начинают сложную партию, в которой шансы на победу почти равны.
Зная слабость своего противника к женскому полу, майор Соколов создаёт в Крыму опергруппу из молодых девушек, которые смогли бы обезвредить опасного шпиона. На тренировочной базе девушек обучают искусству рукопашного боя, владению огнестрельным оружием, тонкостям психологии, приёмам и мастерству соблазнения. Поэтому подопечных Соколова будут называть гетерами.
В конце фильма рассказывается о жизни майора Соколова и капитана Рязанцева «Соколов был моим другом, познакомились мы в 15; вместе служили у генерала Корнилова, потом революция, Гражданская… нас разбросало: он в Москве, я здесь, в Крыму. С тех пор не раз Андрей неожиданно появлялся в моей жизни и так же неожиданно исчезал… появлялся и исчезал».

## Список и описание серий
| № серии | Описание серии | Премьера в РФ |
| ------- | --- | ------------- |
| 1—2     | В начале Второй Мировой войны в Крыму появляется майор разведки Соколов, с целью выявления агентурной сети террористической антисоветской организации РОВС, под руководством штабс-капитана Семёнова, псевдоним Крест. Соколов начинает создание женской разведгруппы, в которую вербует чемпионку республики по стрельбе Нину Матросову по кличке Бешеная, лучших учениц радиошколы — радистку Синицу и шифровальщицу Тулу, дочь ссыльной Марии Ковалевской — Люсю, которую называет Инфантой, а также красавицу с уголовным прошлым Таис. Соколов включает в группу Марию Ковалевскую по прозвищу Графиня, которая должна обучить девушек языкам, бывшую балерину Большого театра Анну Леопольдовну — для обучения хорошим манерам, а также врача Маргариту Сергеевну. Охрану обеспечивает капитан Евгений Клюев. | 24 марта 2014 |
| 3—4     | Бывший разведчик — капитан Рязанцев (Михалыч), работающий в архиве НКВД, назначается Соколовым инструктором по физподготовке. Группа, созданная Соколовым, направляется в Ленинград, где, по данным разведки, в составе финской делегации должен появиться Семёнов. В ленинградском ресторане никто, кроме Инфанты, не замечает ничего подозрительного. Синица получает задание убить человека, который ей нравится. Таю арестовывает старший майор госбезопасности Черкасов. | 25 марта 2014 |
| 5—6     | Крест подставляет Соколову для вербовки освобождённого из тюрьмы Литовца — мужа Графини и отца Инфанты. Соколов, в свою очередь, отправляет капитана Клюева и Люсю напрямую к Кресту в Финляндию. Остальным гетерам он устраивает экзамен: на торжественном вечере вычислить среди испанских лётчиков шпиона. | 26 марта 2014 |
| 7—8     | Соколов узнаёт, что Инфанта осталась жива и находится в госпитале Ленинграда, но не успевает её забрать — девушка попадает в руки сотрудников НКВД. Над группой сгущаются тучи. Берия, недовольный чередой провалов и отсутствием результатов работы Соколова, отменяет операцию и приказывает арестовать майора. Однако Соколов успевает передать последнее задание своим гетерам. | 27 марта 2014 |

## В ролях
| Актёр                    | Роль                                                                    |
| ------------------------ | ----------------------------------------------------------------------- |
| Андрей Панин             | майор госбезопасности Андрей Иванович Соколов                           |
| Сергей Гармаш            | ветеран госбезопасности Иван Михайлович Рязанцев («Михалыч»)            |
| Филипп Янковский         | бывший штабс-капитан, руководитель контрразведки РОВС Семёнов («Крест») |
| Артур Смольянинов        | капитан госбезопасности Евгений Клюев                                   |
| Анатолий Гущин           | водитель Кирюша                                                         |
| Татьяна Лютаева          | Мария Ковалевская («Графиня»)                                           |
| Дарья Мельникова         | Нина Матросова («Бешеная»)                                              |
| Алиса Горшкова           | Ксения («Тула»)                                                         |
| Анастасия Микульчина     | Тайка («Артистка»)                                                      |
| Аглая Тарасова           | Люся («Инфанта»)                                                        |
| Мария Антонова           | Соня Кантор («Синица»)                                                  |
| Оксана Базилевич         | врач Маргарита Сергеевна                                                |
| Юлиана Ромашина          | бывшая балерина Анна Леопольдовна                                       |
| Александр Кристиан Анриа | комиссар финской полиции Нель                                           |
| Дмитрий Поднозов         | старший майор госбезопасности Черкасов                                  |
| Александр Резалин        | бывший штабс-капитан Мальсагов («Князь»)                                |
| Олег Тилькин             | участковый Александр Чернецов                                           |
| Адам Булгучев            | Берия                                                                   |
| Геннадий Яковлев         | заместитель наркома внутренних дел Иван Юрьевич Проскуряков             |
| Агния Дитковските        | Эдит                                                                    |
| Олег Флеер               | заведующий детским домом Лысюк                                          |
| Роман Шаляпин            | радист Яша                                                              |
| Самад Мансуров           | испанский лётчик Рауль Мартинес                                         |
| Виталий Максименко       | Раймундас («Литовец»)                                                   |
| Юрий Корнишин            | офицер НКВД Игнатьев                                                    |
| Владимир Крючков         | Зиновьев                                                                |
| Сергей Тэсслер           | итальянский певец Рудольфо                                              |
| Александр Порываев       | немой финн Микка                                                        |

Съёмки сериала «Гетеры майора Соколова» начались 5 ноября 2012 года в Крыму. Смерть Андрея Панина внесла коррективы в съёмки картины: не хватало примерно 40—50 минут материала: сценаристу Илье Тилькину пришлось изменить концовку. В некоторых сериях роль Соколова играет дублёр Андрея Панина.

## Критика и отзывы
Кинокритик Егор Москвитин («Газета.ru») в обзоре военных сериалов весны 2014 года, отмечая, что ни один из рассматриваемых сериалов не может взять художественные высоты советских телефильмов, выделяет телесериал «Гетеры майора Соколова»: 
«Хотя здесь абсолютно фантастическая завязка: накануне войны в Крыму идёт противоборство советских контрразведчиков и агентов Белого движения, совершающих диверсии в пользу Германии. И авантюрный, даже по американским меркам, сценарий, с двойными и тройными шпионами, сложнейшими комбинациями Соколова, бесконечными перестрелками, переодеваниями и погонями, а заодно и душераздирающим эпилогом. Но живое сотрудничество сценаристов и актёров и солидный хронометраж позволяют разработать героев настолько, что смерть любого из них будет настоящим ударом для зрителей. А гибнут здесь часто. „Гетеры майора Соколова“ запомнятся не только потрясающими актёрскими работами Панина, Гармаша, Смольянинова и феерического, прямо как у Франсуа Озона, женского ансамбля. Его главное достоинство — в смелости, с которой он рвёт с традициями советского кино (которое всё равно не превзойти!), и гуманизме, с которым он формирует новый миф о войне».

## Награды и номинации
- XV Международный телекинофорум «Вместе» (Ялта) — приз за лучшую режиссёрскую работу — Бахтиёру Худойназарову[6]
- Номинация на премию «Золотой орёл» за лучший телефильм или мини-сериал (до 10 серий включительно)[7]